# Sathon

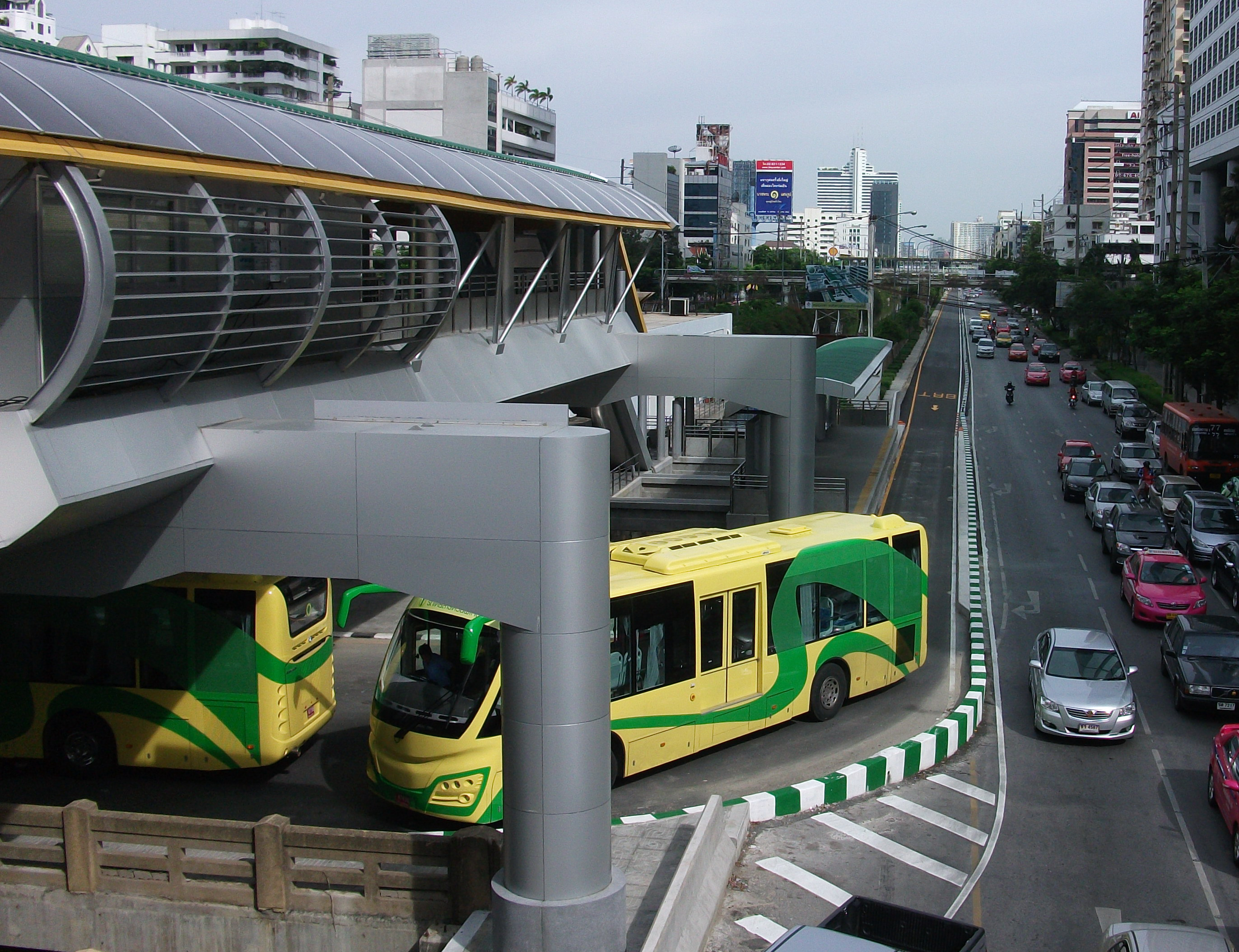
Schnellbus-Haltestelle Sathon

Sathon (thailändisch สาทร, auch Sathorn) ist einer der 50 Bezirke (Khet) in Bangkok, der Hauptstadt von Thailand. Sathon liegt im Bereich der südlichen Innenstadt südlich der Thanon Sathon (Sathon-Straße). Es ist einer der Hauptgeschäftsbezirke Bangkoks. Hier ist der Sitz der Deutschen und der Österreichischen Botschaft.

## Geographie
Sathon wird im Norden begrenzt vom Khlong Sathon (Sathon-Kanal) und der Rama-IV.-Straße (Thanon Phra Ram 4), im Osten vom Chalerm Maha Nakhon Expressway  und der Thanon Yen Akkard, im Süden von mehreren kleinen Straßen wie der Thanon Chan, der Thanon Phai Ngoen und vom Khlong Kruai (Kruai-Kanal). Der Mae Nam Chao Phraya (Chao-Phraya-Fluss) bildet die westliche Grenze des Bezirks.
Die benachbarten Bezirke sind im Uhrzeigersinn von Norden aus: Bang Rak, Pathum Wan, Khlong Toei, Yan Nawa, Bang Kho Laem, und Khlong San (am anderen Ufer des Mae Nam Chao Phraya).

## Geschichte
Sathon gehörte früher zum Bezirk Yan Nawa. Da dieser recht groß war und viele Einwohner hatte, wurde am 9. März 1989 zunächst ein Bezirks-Amt für Yan Nawa eingerichtet, um drei der Khwaeng von Yan Nawa zu verwalten. Doch kurz darauf, am 9. November 1989 wurde daraus der eigenständige Distrikt Sathon.
Der Name wurde von der Sathon Road und dem Khlong Sathon übernommen. Dieser Kanal wurde im Jahre 1888 von einem chinesischen Unternehmer namens Poh Yom (‚Herr Yom‘) als Verbindung vom Mae Nam Chao Phraya zum ehemaligen Khlong Hua Lamphong angelegt. Zu jener Zeit hieß der Kanal nach seinem Erbauer noch Khlong Poh Yom. Erst als König Chulalongkorn ihm den Titel Luang Sathon Rachayuk (หลวงสาทรราชายุกต์) verlieh, wurde auch der Khlong entsprechend umbenannt und bekam seinen heutigen Namen. Zunächst standen an seinem Ufer Schatten spendende Bäume, von denen man heute kaum noch etwas ahnen kann, nachdem die Thanon Sathon zu beiden Seiten des Kanals betoniert wurde.
Seit den 1990er-Jahren hat sich Sathon zu einem der zentralen Geschäftsbezirke Bangkoks entwickelt, der durch vorwiegend teure Bürohochhäuser und Luxushotels gekennzeichnet ist. Mit The MET (228 m, 2009 fertiggestellt) und Empire Tower 1 (227 m, 1999 fertiggestellt) befinden sich in diesem Bezirk zwei der höchsten Gebäude Thailands.

## Thanon Sathon

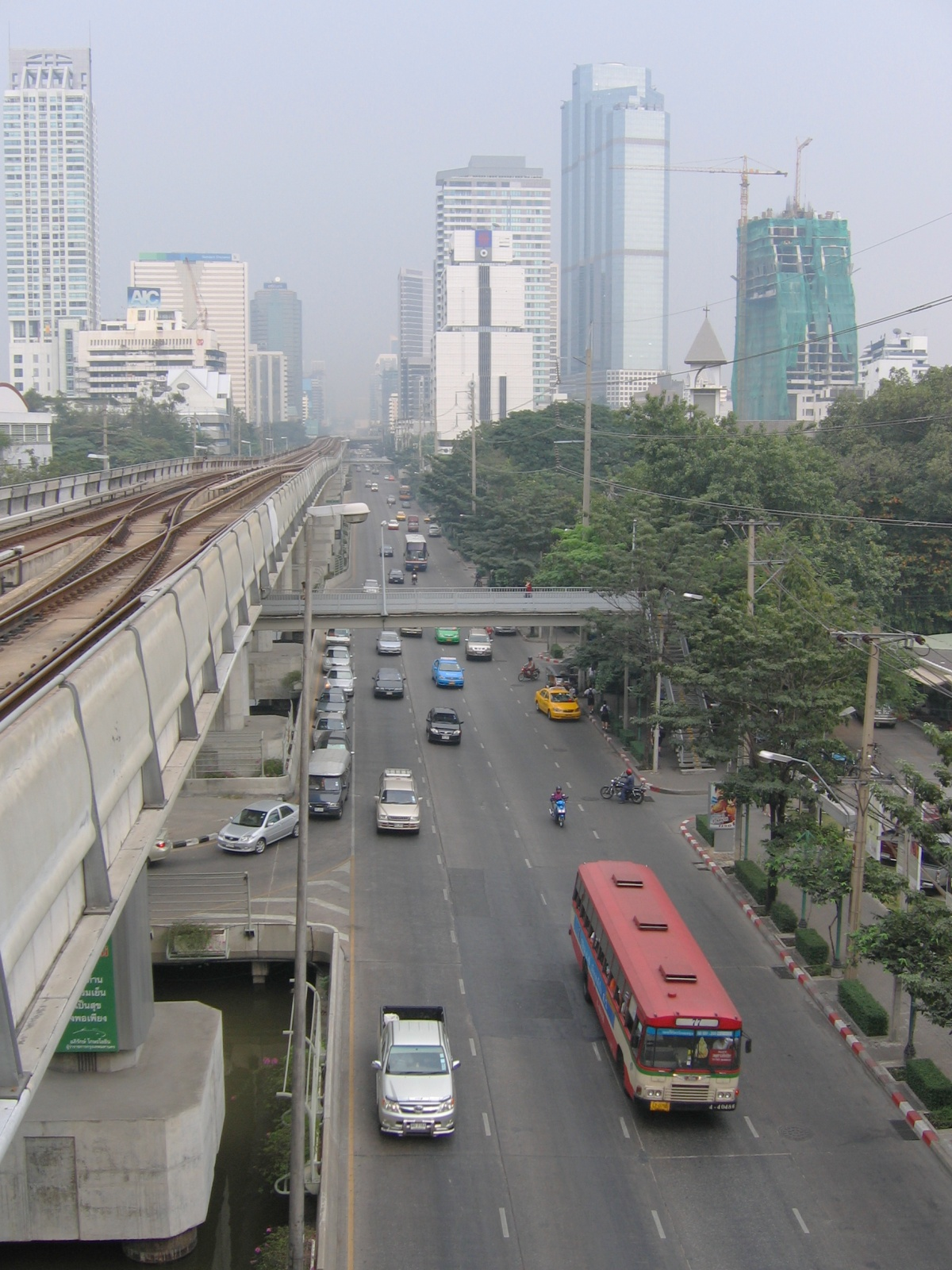
Thanon Sathon Tai (südliche Sathon-Straße) mit Khlong Sathon links unter dem Skytrain

Die Thanon Sathon (Sathon-Straße, im englischen Sprachgebrauch „Sathon Road“ oder „Satorn Road“) ist eine der Hauptstraßen in Bangkok. Sie besteht aus der Thanon Sathon Nuea (Nördliche Sathon-Straße, gehört zum Bezirk Bang Rak) und die Thanon Sathon Tai (Südliche Sathon-Straße, gehört zum Bezirk Sathon). In der Mitte ist heute kaum noch der Khlong Sathon (Sathon-Kanal) auszumachen. An ihrem westlichen Ende befindet sich die Taksin-Brücke über den Chao Phraya, die aber oft als Sathon-Brücke bezeichnet wird. So ist die Sathon-Straße eine wichtige Verbindungsstraße zwischen dem modernen Bangkok am östlichen Ufer des Chao Phraya und dem etwas „bodenständigeren“ Thonburi auf dem westlichen Ufer.
Die Silom-Linie des Bangkok Skytrain führt über einen großen Teil der Thanon Sathon bis zur Station Saphan Taksin an der Taksin-Brücke und seit 2009 weiter über die Flussbrücke nach Thonburi.
Die Kreuzung der Sathon mit der nach Süden führenden Thanon Narathiwat Ratchanakharin ist in den letzten Jahren zu einem Geschäftsbezirk mit vielen neuen Bürohochhäusern ausgebaut worden. Weitere Großbauprojekte sind in Planung.
Zahlreiche Staaten haben ihre Botschaften im Gebiet entlang der Thanon Sathon, das daher als Bangkoks Botschaftsviertel gilt. Darunter sind auch Deutschland und Österreich. Ebenfalls in diesem Gebiet sitzen die Bangkoker Niederlassungen der Auslandsinstitute Alliance française und Goethe-Institut. Ein Zweig der ersten Soi der Thanon Sathon Tai, in der das Goethe-Institut sitzt, trägt den Beinamen Soi Goethe (Goethegasse).
Im Mai 2010 war die Kreuzung von Sathon- und Rama-IV.-Straße einer der Schauplätze der gewalttätigen Auseinandersetzungen während der Unruhen der „Rothemden“.

## Sehenswürdigkeiten

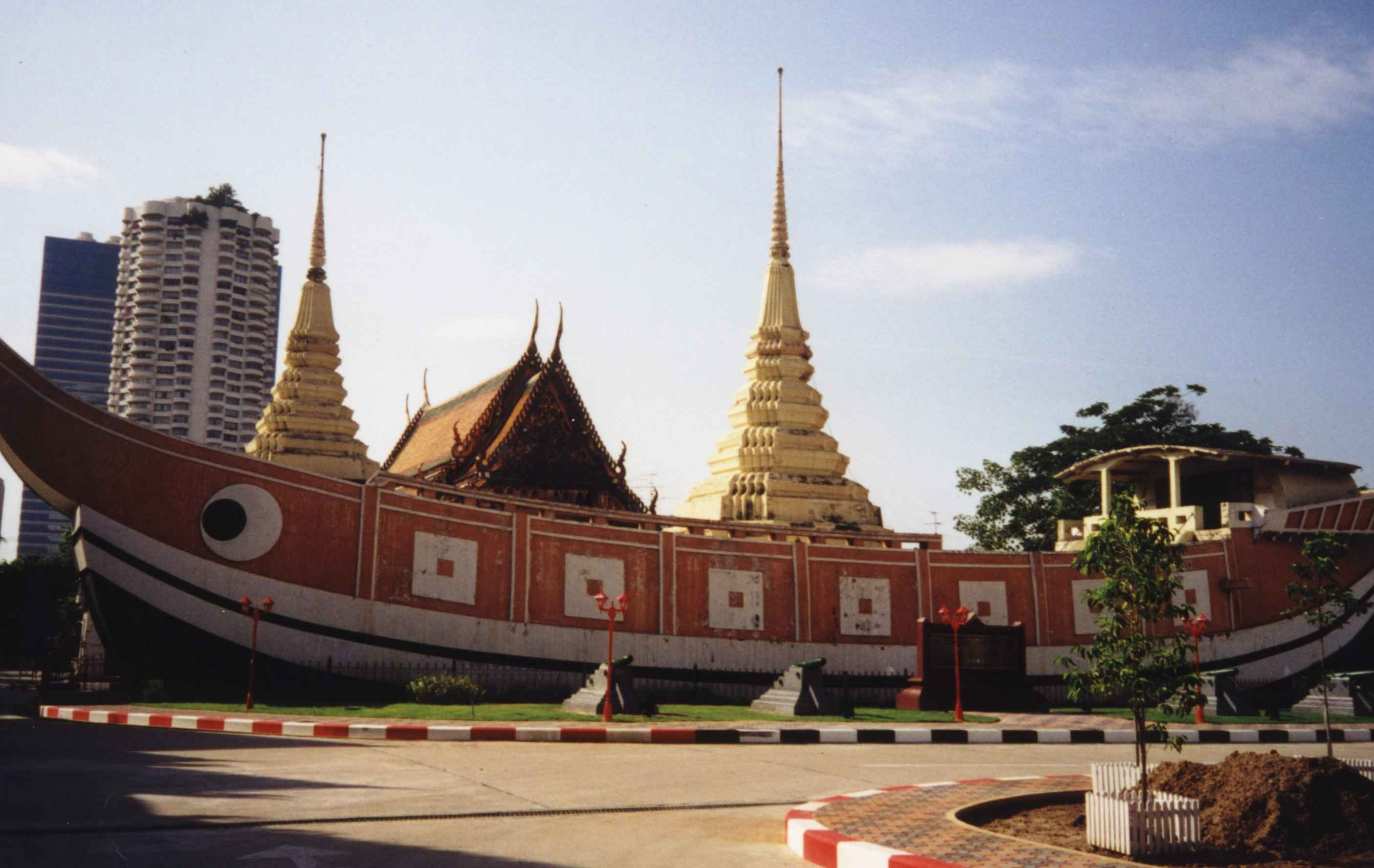
Wat Yan Nawa

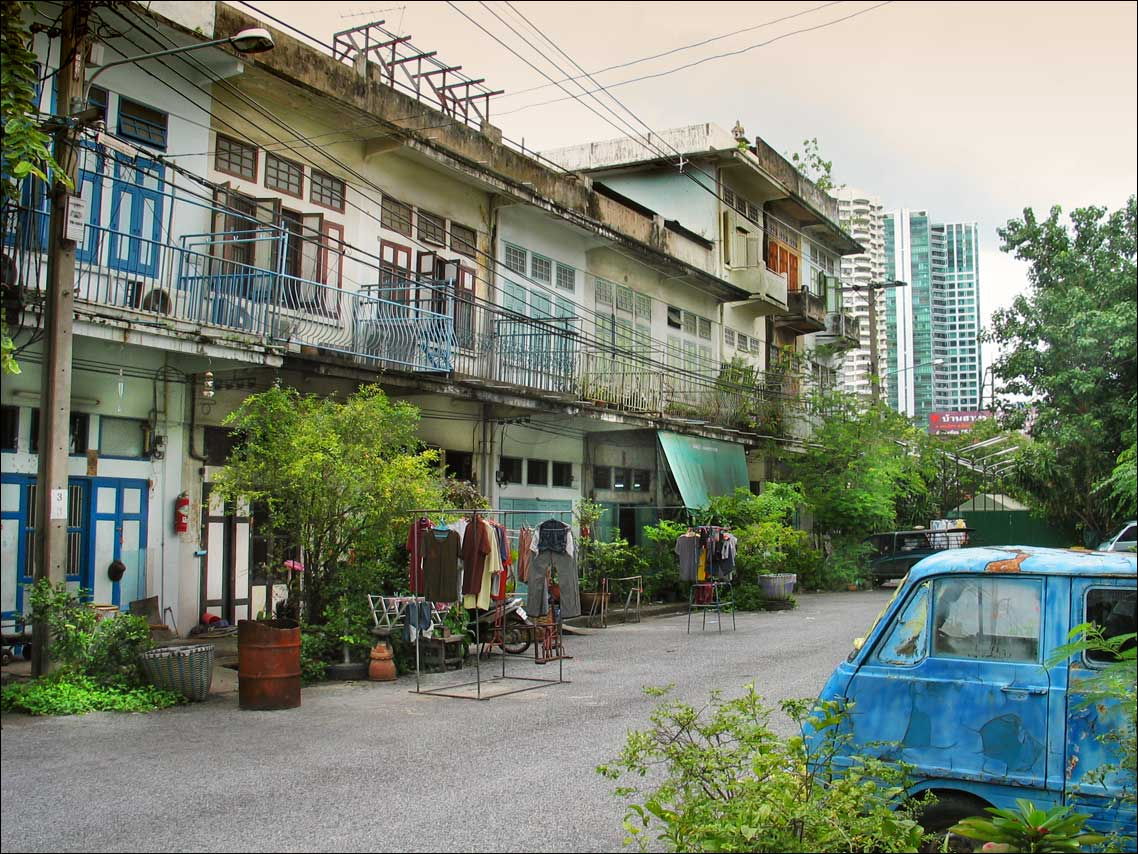
Soi Wanglee (2006)

- Wat Yan Nawa (วัดยานนาวา) ist ein alter Tempel (Wat) aus der Ayutthaya-Periode. Durch seine eigentümlichen Chedis, einer chinesischen Dschunke nachempfunden, ist der Tempel wohl der berühmteste im Sathon Bezirk. Da die originalen Dschunken heute kaum noch zu sehen sind, wurde ihnen durch diese Chedi eine Art Denkmal gebaut. Im Königreich Ayutthaya hieß dieser Tempel noch Wat Kok Khwai (วัดคอกควาย), während der Thonburi- und der frühen Rattanakosin-Periode hieß er Wat Kok Krabue (วัดคอกกระบือ). Die Dschunken-Chedi und der Viharn wurde in der Zeit von König Rama III. (Phra Nangklao) erbaut, zu jener Zeit erhielt der Tempel auch seinen heutigen Namen.
- Soi Wanglee (eigentlich Soi Charoen Krung 52) ist eine kleine Nebenstraße (Soi) zur Thanon Charoen Krung, welche zwischen Thanon Sathon Tai und Wat Yan Nawa bis zum Chao Phraya verläuft. Hier gab es bis ca. 2007 noch eine intakte, über Jahrzehnte gewachsene Nachbarschaft. Historische chinesische Läden und zwei- bis dreistöckige Wohnhäuser säumten diese Soi. Der Eigentümer des Grundes beschloss im Einverständnis mit Wat Yan Nawa, die meisten der zum Teil 80 Jahre alten Häuser abzureißen, um ein neues Hotel zu bauen. Das Bauprojekt wurde 2009 aufgegeben, sodass der Abriss der Altbauten sinnlos war und das Gebiet nun verwahrlost. Auf der Ecke zur Charoen Krung befindet sich allerdings noch immer die Prasithipol Bar, eines der ältesten Tanzlokale Bangkoks.[1]
- Wat Don (วัดดอน), ein weiterer alter Tempel, im Jahre 1797 während der Regierungszeit von König Phra Phutthayotfa Chulalok (Rama I.) von Einwanderern aus Tavoy (Myanmar) erbaut. Ganz in der Nähe befindet sich der Wat Don Cemetery, ein Friedhof mit zahlreichen chinesischen Gräbern.

## Verkehr

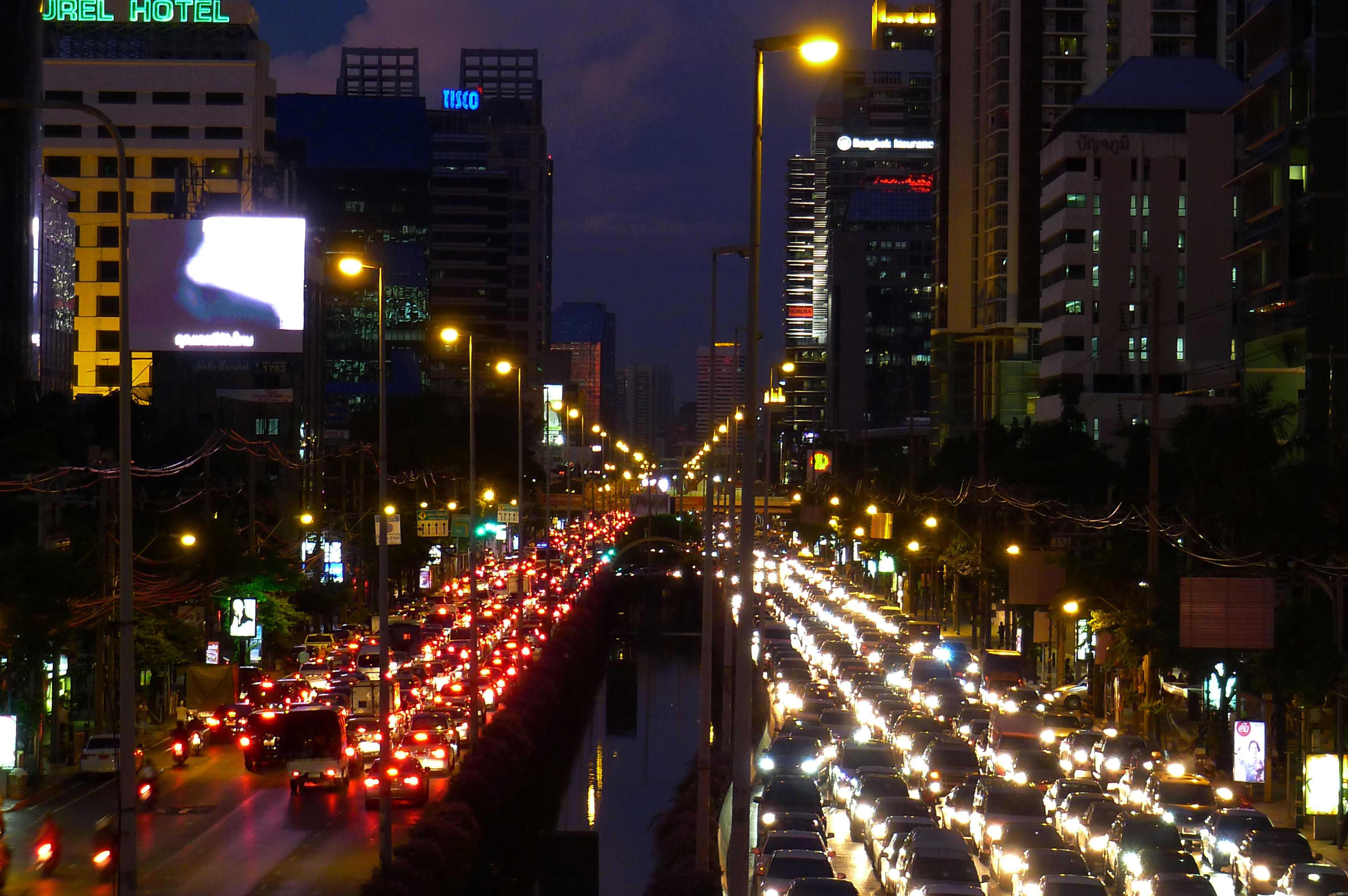
Abendlicher Stau auf der Thanon Sathon

Am nördlichen Rand des Bezirks, entlang der Sathon-Straße, verkehrt die Silom-Linie des Skytrain (BTS). Zwei Haltestellen bedienen Sathon: Surasak und Saphan Taksin. Im nordöstlichsten Zipfel des Bezirks, an der Rama-IV.-Straße, befindet sich die Station Lumphini der U-Bahn (MRT).
Die Anlegestelle Sathon an der Taksin-Brücke ist die zentrale Station der Expressbootlinien, die in nord-südlicher Richtung auf dem Chao-Phraya-Fluss verkehren und eine weitere schnelle (vom Straßenverkehr unabhängige) Verbindung mit anderen Stadtteilen darstellen.

## Ausbildung
In Sathon befindet sich der Hauptcampus der Technischen Universität Rajamangala Krungthep, die Handelsschule Assumption Commercial College sowie die katholische Privatschule Rongrian St. Louis Sueksa.

## Verwaltung
Der Bezirk ist in drei Unterbezirke (Khwaeng) gegliedert:
| Nr. | Name Khwaeng   | Thai     | Einw.  |
| --- | -------------- | -------- | ------ |
| 1.  | Thung Wat Don  | ทุ่งวัดดอน  | 41.344 |
| 2.  | Yan Nawa       | ยานนาวา  | 22.322 |
| 3.  | Thung Maha Mek | ทุ่งมหาเมฆ | 20.232 |